# Rhegmoclema longispinum
Rhegmoclema longispinum är en tvåvingeart som beskrevs av Cook 1962. Rhegmoclema longispinum ingår i släktet Rhegmoclema och familjen dyngmyggor.
Artens utbredningsområde är Kongo. Inga underarter finns listade i Catalogue of Life.